# پای گیلاس (ترانه وارنت)
«پای گیلاس» (به انگلیسی: Cherry Pie) ترانه‌ای از گروه هارد راک وارنت و یکی از قطعه‌های آلبوم پای گیلاس آن‌ها است که در سال ۱۹۹۰ منتشر شد. تک‌آهنگ «پای گیلاس» در زمان انتشارش در ایالات متحدهٔ آمریکا جزو ۱۰ تک‌آهنگ پرفروش روز شد و تا ردهٔ دهم بیلبورد هات ۱۰۰ صعود کرد. در سال ۲۰۰۹ وی‌اِچ‌وان در گزینش «بهترین ترانه‌های هارد راک تمام دوران» جایگاه ۵۶اُم را به «پای گیلاس» اختصاص داد.
شعر ترانه لاف‌زدن یک مرد در مورد رابطهٔ جنسی‌اش با دختری است که بسیار جذاب است و مردهای زیادی خواهان رابطه با او هستند. در پایان ترانه، پدر دختر آن‌ها را که مشغول سکس در حمام هستند و فراموش کرده‌اند در را قفل کنند گیر می‌اندازد.
ویدئوی «پای گیلاس» که در زمان انتشارش به‌دفعات از ام‌تی‌وی و دیگر شبکه‌های تلویزیونی پخش می‌شد اعضای وارنت را به همراه زنی (بابی براون) نشان می‌دهد که در سرتاسر ویدئو مشغول رقصیدن است. این ویدئو در گزینش بهترین و بدترین ویدئوهای ام‌تی‌وی به‌عنوان یکی از بدترین موزیک ویدئوها انتخاب شده‌است.

## افراد مشارکت‌کننده
- جانی لین: خواننده
- جویی الن: لید گیتاریست
- اریک ترنر: ریتم گیتاریست
- جری دیکسون: بیسیست
- استیون سویت: درامر